# Epilobium howellii
Epilobium howellii là một loài thực vật có hoa trong họ Anh thảo chiều. Loài này được Hoch mô tả khoa học đầu tiên năm 1992 publ. 1993.

## Hình ảnh

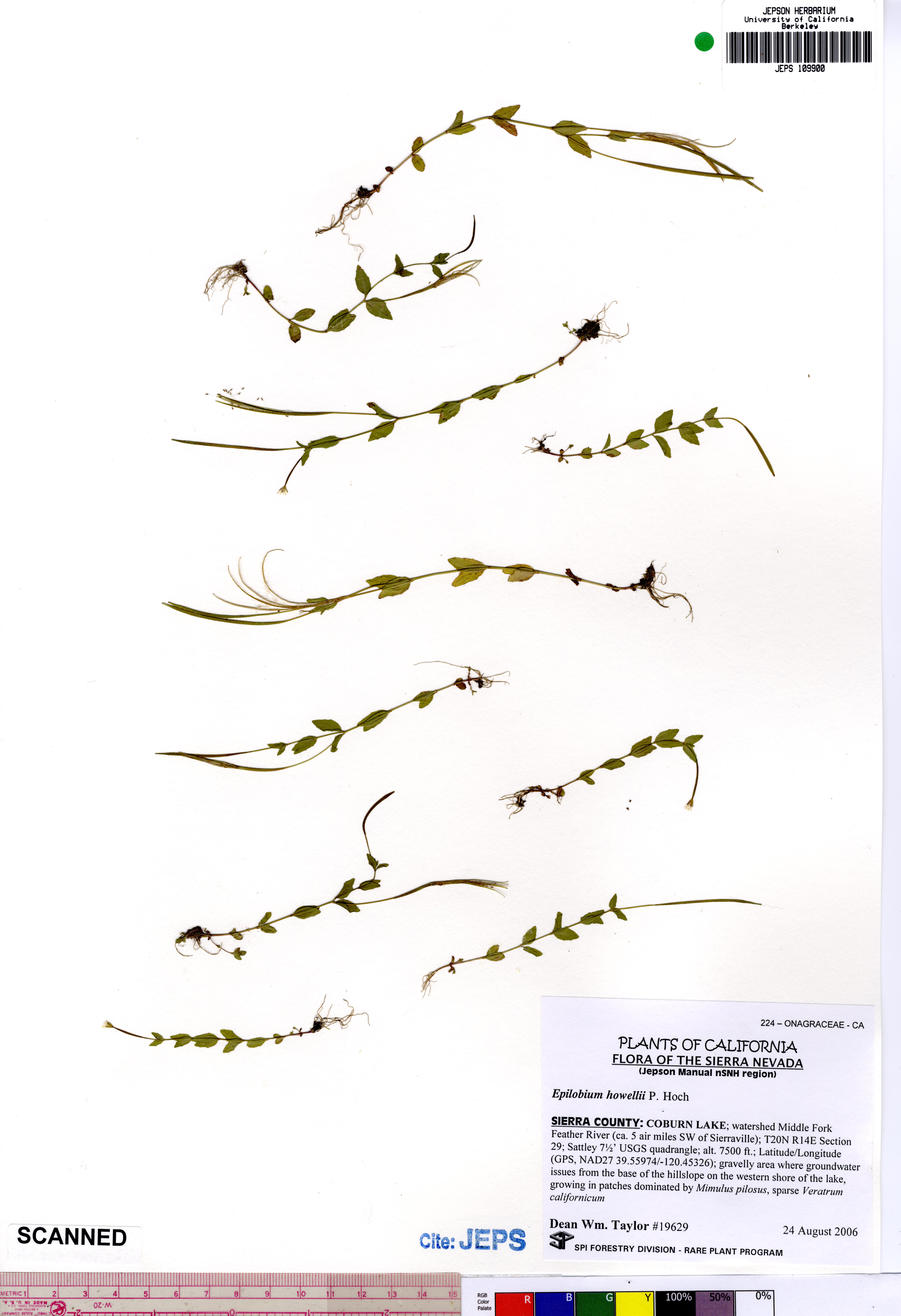
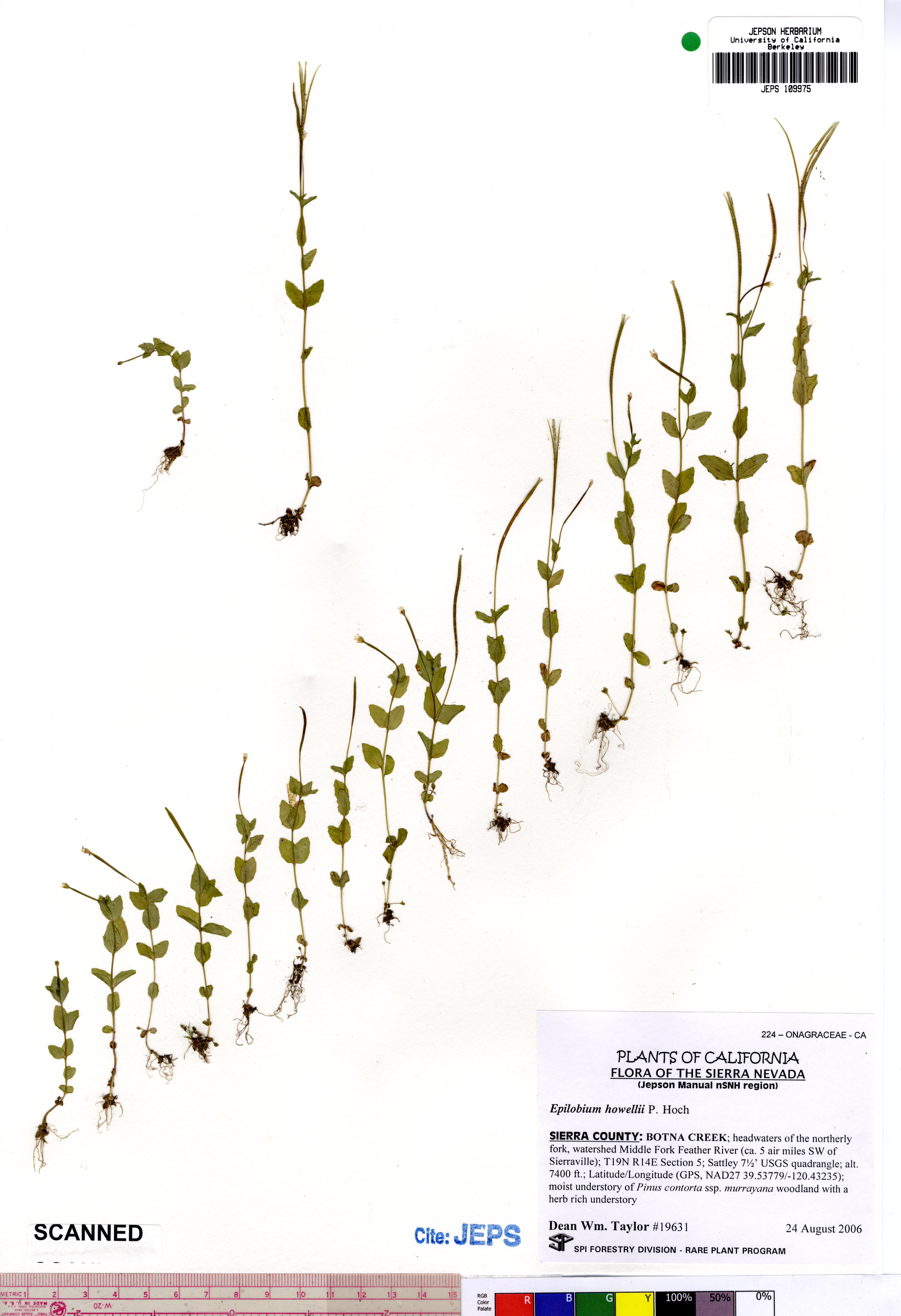
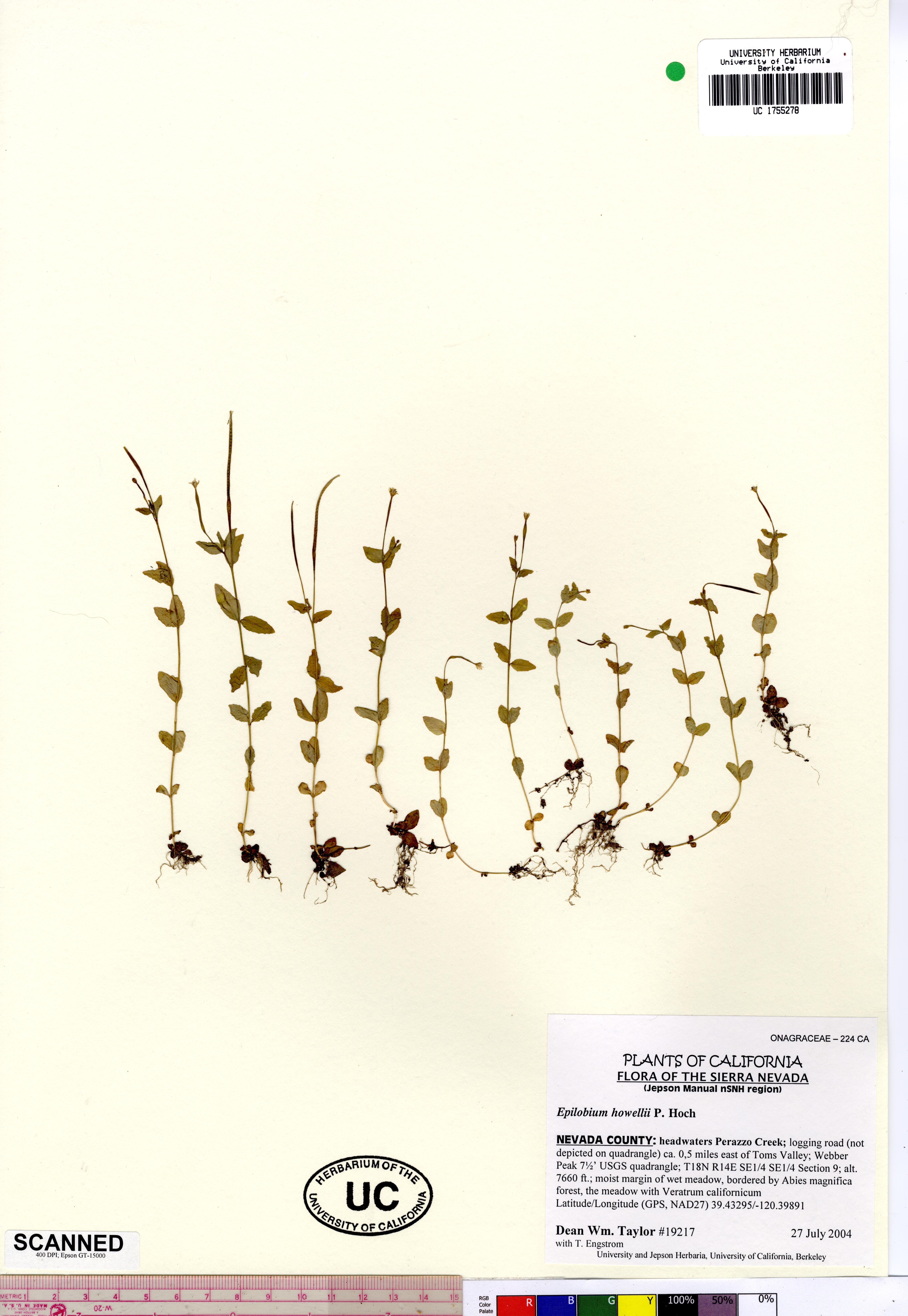
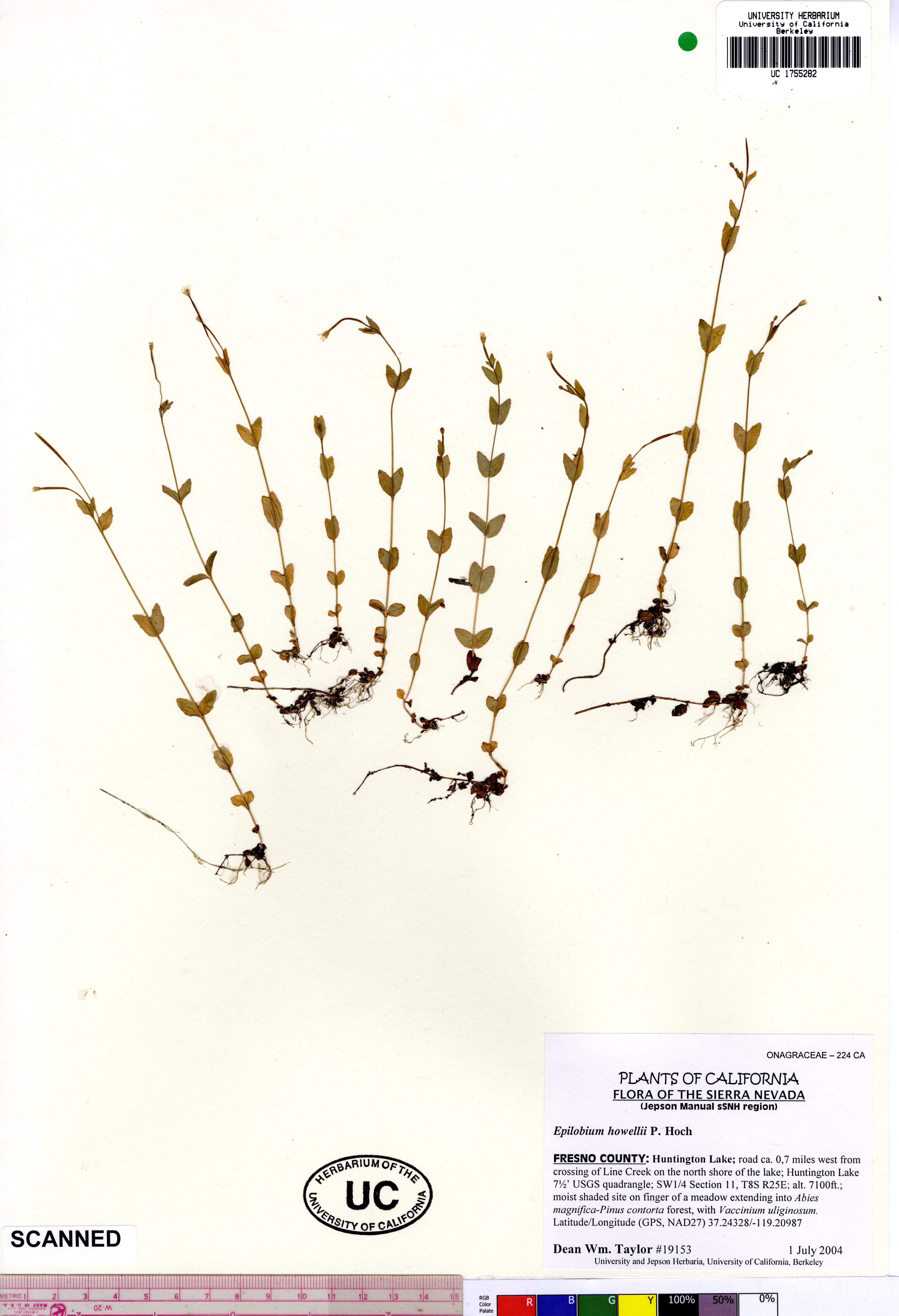